# Václav III. (opat žďárský)
Václav III. [Meyer], O.Cist. († 6. června 1561) byl v letech 1540–1561 opatem cisterciáckého kláštera Studnice Blahoslavené Panny Marie (lat. Fons Beatae Mariae Virginis) ve Žďáru nad Sázavou. Zároveň byl titulárním biskupem nikopolským a světícím biskupem olomoucké diecéze.

## Život
Není přesně známo, kdy a kde se Václav narodil. Vstoupil do cisterciáckého řádu a od roku 1540 byl opatem ve Žďáru nad Sázavou. Roku 1546 potvrdil statuta některých žďárských cechů. V roce 1551 jej papež Julius III. jmenoval světícím biskupem olomouckým, udělil mu titulární diecézi Nikopol a zbavil jej povinnosti trvale sídlit ve žďárském klášteře.
V roce 1556 světil opat a biskup Václav žďárský klášterní kostel po opravě. Zemřel v roce 1561. Jeho náhrobní kámen byl původně vsazen do mostního pilíře jednoho ze žďárských mostů. V roce 1942 byl náhrobek přenesen do bývalého klášterního (nyní farního) kostela Nanebevzetí Panny Marie a osazen v severní boční lódi.